# Бержер (стадіон)
«Бержер» (фр. Stade Bergeyre) — багатофункціональний стадіон у Парижі, побудований у 1918 році. Місткість стадіону становила близько 15 000 глядачів. Арена приймала футбольні та регбійні матчі на Літніх Олімпійських іграх 1924 року. Був домашньою ареною футбольного клубу «Олімпік» (Париж).

## Історія
«Бержер» був побудований в серпні 1918 року в Парижі за фінансової підтримки Франсуа Сіграна. Місткість стадіону була близько 15 000 глядачів, а назву свою він отримав на честь французького регбіста, загиблого в Першу світову війну.
Арена приймала фінал Кубка Франції з футболу в сезоні 1919/20. У фінальному матчі брали участь «Шарантон» і «Гавр», перемогу здобув «Шарантон» з рахунком 2:1.
Стадіон в основному був призначений для футбольних матчів і був домашньою ареною для футбольного клубу «Олімпік» (Париж).. Також «Бержер» приймав футбольні та регбійні матчі на Літніх Олімпійських іграх 1924 року.
Через 2 роки стадіон був зруйнований, оскільки Париж швидко розвивався в ті роки, і було необхідно звільнити землі для будівництва житла.

## Матчі Олімпійських ігор
На стадіоні пройшло шість ігор в рамках футбольного турніру літніх Олімпійських ігор 1924 року:
| Дата           | Раунд      | Команда 1      | Рахунок | Команда 2      |
| -------------- | ---------- | -------------- | ------- | -------------- |
| 25 травня 1924 | 1-ий раунд | Чехословаччина | 5 - 2   | Туреччина      |
| 26 травня 1924 | 1-ий раунд | Угорщина       | 5 - 0   | Польща         |
| 28 травня 1924 | 1/8 фіналу | Швейцарія      | 1 - 1   | Чехословаччина |
| 29 травня 1924 | 1/8 фіналу | Уругвай        | 3 - 0   | США            |
| 30 травня 1924 | 1/8 фіналу | Швейцарія      | 1 - 0   | Чехословаччина |
| 2 червня 1924  | 1/4 фіналу | Швейцарія      | 2 - 1   | Італія         |